# Charles Van Acker
Charles Van Acker (ur. 14 marca 1912 w Brukseli, zm. 31 maja 1998 w South Bend) – belgijski kierowca wyścigowy.

## Życiorys
Van Acker urodził się w Brukseli. W 1944 znalazł się w grupie czternastu wyścigowych entuzjastów, którzy zdecydowali się zbudować tor wyścigowy w Stanach Zjednoczonych. Cel ten został zrealizowany, kiedy to 23 sierpnia 1946 otwarto South Bend Motor Speedway.
Karierę kierowcy wyścigowego rozpoczął tuż po II wojnie światowej. W 1946 roku podjął nieudaną próbę zakwalifikowania się do wyścigu Indianapolis 500 samochodem Singer. Rok później uczestniczył Stevensem, kwalifikując się na 24. miejscu. Wyścigu jednak nie ukończył po wypadku na 25 okrążeniu. W tym samym roku wygrał wyścig mistrzostw AAA na torze Milwaukee. W sezonie 1948 ukończył Indianapolis 500 na 11. miejscu. W roku 1949 nie ukończył wyścigu wskutek wypadku. Do edycji z 1950 roku nie zakwalifikował się.
Po zakończeniu kariery kierowcy wyścigowego pracował jako mechanik oraz właściciel toru South Bend Motor Speedway. Zmarł w 1998 roku.

## Wyniki
| Legenda oznaczeń w tabelach wyników Wyświetl szablon na nowej stronie | Legenda oznaczeń w tabelach wyników Wyświetl szablon na nowej stronie                                                                     |
| Oznaczenie                                                            | Wyjaśnienie |
| --------------------------------------------------------------------- | --- |
| Złoty                                                                 | Zwycięzca lub mistrzostwo |
| Srebrny                                                               | 2. miejsce lub wicemistrzostwo |
| Brązowy                                                               | 3. miejsce lub II wicemistrzostwo |
| Zielony                                                               | Ukończył, punktował (w klasyfikacji generalnej, gdy zdobył co najmniej jeden punkt na przestrzeni sezonu, poza trzema powyższymi opcjami) |
| Niebieski                                                             | Ukończył, nie punktował (w klasyfikacji generalnej, gdy nie zdobył co najmniej jednego punktu na przestrzeni sezonu)                      |
| Czerwony                                                              | Nie zakwalifikował się (NZ) |
| Czerwony                                                              | Nie prekwalifikował się (NPK) |
| Różowy                                                                | Nie ukończył (NU) |
| Różowy                                                                | Niesklasyfikowany (NS) (w klasyfikacji generalnej, gdy nie został sklasyfikowany w żadnym wyścigu sezonu)                                 |
| Czarny                                                                | Zdyskwalifikowany (DK) |
| Czarny                                                                | Wykluczony (WYK/EX) |
| Biały                                                                 | Nie wystartował (NW) |
| Biały                                                                 | Kontuzjowany (K/INJ) |
| Biały                                                                 | Wyścig odwołany (OD/C) |
| Bez koloru                                                            | Został wycofany (WYC/WD) |
| Bez koloru                                                            | Nie przybył (NP/DNA) |
| Bez koloru                                                            | Nie brał udziału w treningach (NT/DNP) |
| Bez koloru                                                            | Nie został zgłoszony (–) |
| Pogrubienie                                                           | Start z pole position |
| Kursywa                                                               | Najszybsze okrążenie wyścigu |
| †                                                                     | Nie ukończył, ale jego rezultat został zaliczony ze względu na przejechanie więcej niż 90% dystansu wyścigu.                              |
| *                                                                     | Sezon w trakcie |
| 1/2/3                                                                 | Punktowana pozycja w sprincie kwalifikacyjnym                                                                                             |
| Lista systemów punktacji Formuły 1                                    | |

### Indianapolis 500
| Rok  | Nadwozie | Silnik      | Start | Wynik | Uwagi   |
| ---- | -------- | ----------- | ----- | ----- | ------- |
| 1946 | Singer   | Volker      | NZ    |       |         |
| 1947 | Stevens  | Lencki      | 24    | 29    | wypadek |
| 1948 | Stevens  | Offenhauser | 12    | 11    |         |
| 1949 | Stevens  | Offenhauser | 27    | 31    | Wypadek |
| 1950 | Stevens  | Offenhauser | NZ    |       |         |

### Formuła 1
W latach 1950–1960 wyścig Indianapolis 500 był eliminacją Mistrzostw Świata Formuły 1.
| Rok  | Zespół | Samochód | Silnik             | Wyniki w poszczególnych eliminacjach | Wyniki w poszczególnych eliminacjach | Wyniki w poszczególnych eliminacjach | Wyniki w poszczególnych eliminacjach | Wyniki w poszczególnych eliminacjach | Wyniki w poszczególnych eliminacjach | Wyniki w poszczególnych eliminacjach | Pkt. | Msc. |
| ---- | ------ | -------- | ------------------ | ------------------------------------ | ------------------------------------ | ------------------------------------ | ------------------------------------ | ------------------------------------ | ------------------------------------ | ------------------------------------ | ---- | ---- |
| 1950 |        |          |                    | Wielka Brytania                      | Monako                               | Stany Zjednoczone                    | Szwajcaria                           | Belgia                               | Francja                              | Włochy                               | 0    | NS   |
| 1950 | Redmer | Stevens  | Offenhauser 4,5 R4 | -                                    | -                                    | NZ                                   | -                                    | -                                    | -                                    | -                                    | 0    | NS   |